# Kakuda
Kakuda (japonsky: 角田市 Kakuda-ši) je japonské město v prefektuře Mijagi. ŽIje zde okolo necelých 30 tisíc lidí. Nedaleko města se nachází buddhistický chrám Kózó-dži.

## Partnerská města
- Greenfield, Indiana, Spojené státy americké (12. září 1990)